# KSE 100 Index
Karachi Stock Exchange 100 Index (KSE-100 Index) es un índice bursátil que actúa de referencia para comparar los precios durante un periodo de tiempo de la bolsa de Karachi, Pakistán (Karachi Stock Exchange - KSE). En el índice se incluyen las compañías de mayor capitalización bursátil, y para asegurar una mejor representatividad del índice en el mercado, también se incluyen las mayores compañías por capitalización de cada sector económico.

## Índice de mercado
La bolsa de Karachi (KSE) comenzó con 50 compañías negociables. Como el mercado creció significativamente se necesitó un índice de mercado. El 1 de noviembre de 1991 se introdujo el KSE-100 y permanece como el índice más generalmente aceptado para representar al mercado de valores de Karachi. El KSE-100 es un índice de capitalización ponderado que consiste de 100 compañías que representan alrededor del 90% del total de la capitalización de la bolsa de Karachi (KSE). En 1995 se vio la necesidad de introducir un índice con todos los valores del KSE; con este propósito el 29 de agosto se instituyó el KSE all share index y fue introducido el 18 de septiembre de 1995.

## Historia
El índice fue lanzado al final de 1991 con una base de cotización de 1000 puntos. Para el año 2001, había aumentado a 1770 puntos. Para 2005, había escalado hasta los 9.989 puntos. Alcanzó un pico de 12.285 puntos en febrero de 2007. KSE-100 index alcanzó su nivel máximo de 14.814 puntos el 26 de diciembre de 2007, un día antes del asesinato de la anterior primera ministra Benazir Bhutto, cuando el índice cayó en acentuadamente. El índice se recuperó rápidamente en 2008, alcanzando cerca de los 15.500 puntos en abril. Sin embargo, el 22 de noviembre de 2008, durante la crisis financiera global de 2008 cayó hasta los 9.187 puntos.

## Las mayores 30 compañías del KSE 100 Index
Se muestran a continuación las 30 mayores compañías del índice por volumen de capitalización y sus respectivos pesos en el índice; estas suponen alrededor el 80% del peso total en el KSE index a 20 de febrero de 2008:
| Número | Compañía                    | Peso en el índice (%) | Capitalización de mercado (PKR) |
| ------ | --------------------------- | --------------------- | ------------------------------- |
| 1      | OGDCL                       | 14.14                 | 550,948,930,000                 |
| 2      | MCB                         | 7.17                  | 279,583,150,000                 |
| 3      | National Bank of Pakistan   | 5.43                  | 211,726,900,000                 |
| 4      | Pakistan Petroleum          | 5.06                  | 197,201,080,000                 |
| 5      | Standard Chartered Bank     | 4.41                  | 171,704,800,000                 |
| 6      | PTCL                        | 4.28                  | 166,810,800,000                 |
| 7      | United Bank Limited         | 4.13                  | 161,025,160,000                 |
| 8      | Jahangir Siddiqui & Company | 2.66                  | 103,600,000,000                 |
| 9      | Pakistan State Oil          | 2.08                  | 81,034,440,000                  |
| 10     | Allied Bank Limited         | 2.01                  | 78,371,670,000                  |
| 11     | Nestlé Pakistan             | 1.93                  | 75,280,250,000                  |
| 12     | Pakistan Oilfields          | 1.71                  | 66,824,220,000                  |
| 13     | Fauji Fertilizer Company    | 1.68                  | 65,607,390,000                  |
| 14     | ABN AMRO                    | 1.63                  | 63,666,370,000.                 |
| 15     | Engro Chemical              | 1.45                  | 56,492,990,000                  |
| 16     | Arif Habib Securities       | 1.40                  | 54,660,000,000                  |
| 17     | NIB Bank                    | 1.27                  | 49,320,250,000                  |
| 18     | Kot Addu Power Company      | 1.19                  | 46,565,400,000                  |
| 19     | EFU General Insurance       | 1.16                  | 45,300,000,000                  |
| 20     | Bank of Punjab              | 1.13                  | 43,869,030,000                  |
| 21     | Fauji Fertilizer Bin Qasim  | 1.06                  | 41,474,480,000                  |
| 22     | Bank Alfalah                | 1.03                  | 39,975,000,000                  |
| 23     | Adamjee Insurance           | 1.01                  | 39,258,300,000                  |
| 24     | Pakistan Tobacco Company    | 0.99                  | 38,707,280,000                  |
| 25     | Sui Northern Gas Pipelines  | 0.98                  | 38,300,100,000                  |
| 26     | Hub Power Company           | 0.98                  | 38,128,240,000                  |
| 27     | Dawood Hercules Chemicals   | 0.91                  | 35,549,620,000                  |
| 28     | Habib Metropolitan Bank     | 0.91                  | 35,354,280,000                  |
| 29     | EFU Life Assurance          | 0.89                  | 34,750,000,000                  |
| 30     | Lucky Cement                | 0.86                  | 33,593,480,000                  |